# Хендерсон, Грейг
Грейг Хе́ндерсон (англ. Greig Henderson; род. 1959) — шотландский кёрлингист и тренер по кёрлингу.

## Достижения
- Чемпионат Европы по кёрлингу: золото (1980).
- Чемпионат Шотландии по кёрлингу среди мужчин: золото (1980).

- Почётный приз Collie Campbell Memorial Award (вручается кёрлингисту, который показывает наилучший уровень игры в кёрлинг и наилучшим образом демонстрирует «дух кёрлинга»): 1980.

## Команды
| Сезон   | Четвёртый        | Третий          | Второй         | Первый          | Турниры                      |
| ------- | ---------------- | --------------- | -------------- | --------------- | ---------------------------- |
| 1979—80 | Бартон Хендерсон | Грейг Хендерсон | Билл Хендерсон | Алистер Синклер | ЧШМ 1980 · ЧМ 1980 (8 место) |
| 1980—81 | Бартон Хендерсон | Грейг Хендерсон | Билл Хендерсон | Алистер Синклер | ЧЕ 1980                      |

(скипы выделены полужирным шрифтом)

## Результаты как тренера национальных сборных
| Год  | Турнир                                        | Сборная     | Место |
| ---- | --------------------------------------------- | ----------- | ----- |
| 2011 | Чемпионат мира по кёрлингу среди юниоров 2011 | муж. юниоры | 5     |
| 2014 | Чемпионат Европы по кёрлингу 2014             | Шотландия   | 7     |